# Трилофос (дем Седес)
Вижте пояснителната страница за други населени места с името Трилофос.
Трилофос или Замбат (на гръцки: Τρίλοφος, до 1926 година Ζουμπάτες, Зумбатес) е село в Гърция, дем Седес (Терми), област Централна Македония.

## География
Трилофос е разположено в северозападната част на Халкидическия полуостров, на 20 километра южно от Солун.

## История

### В Османската империя
В края на XIX век Замбат е село в Солунска кааза на Османската империя. Александър Синве („Les Grecs de l’Empire Ottoman. Etude Statistique et Ethnographique“) в 1878 година пише, че в Замбатес (Zambates), Касандрийска епархия, живеят 1200 гърци. Църквите „Свети Атанасий“ и „Успение Богородично“ са от XIX век.
В 1900 година според Васил Кънчов („Македония. Етнография и статистика“) в Замбатъ живеят 1000 гърци. По данни на секретаря на Българската екзархия Димитър Мишев („La Macédoine et sa Population Chrétienne“) в 1905 година в Замбат (Zambat) има 850 жители гърци и в селото работи гръцко училище с 2 учители и 816 ученици.
Според доклад на Димитриос Сарос от 1906 година Зумбатес (Ζουμπᾶτες) е гръцкоговорещо село в Касандрийска митрополия с 1260 жители с гръцко съзнание. В селото работят гръцко петкласно смесено училище и детска градина със 144 ученици (89 мъже и 55 жени) и 3 учители.

### В Гърция
В 1913 година Замбат попада в Гърция. В 1926 година е прекръстено на Трилофо, Трихълмово.